# Parc de Beaulieu
Ne pas confondre avec le parc Beaulieu à Genève
Le parc de Beaulieu est un jardin paysager de la ville de Nantes, ouvert au public.

## Situation et accès
Le parc se trouve à l'extrémité amont de l'île de Nantes (et notamment de l'ancienne île Beaulieu), bordé par les deux bras de la Loire que sont : le « bras de la Madeleine » au nord et le « bras de Pirmil » au sud. Il se situe également à proximité de l'Hôtel de Région. 

## Origine du nom
Il doit son nom à l'île Beaulieu.

## Historique
Avant les années 1960, l'ancienne île Beaulieu était essentiellement constituée de prairies. L'ouverture d'une « deuxième ligne de ponts », va permettre son urbanisation autour du boulevard Général-De-Gaulle. La pointe est, susceptible d'être soumise aux inondations causées par les crues du fleuve, est donc transformée en parc.

## Description
D'une superficie de 13,37 ha, le parc qui est traversé dans sa partie est par le pont de la Vendée supportant la ligne  ferroviaire Nantes - Saintes, abrite aujourd'hui un CRAPA (Circuit Rustique d'Activités Physiques Aménagé), qui accueille de nombreux adeptes du jogging.